# NGC 3768
NGC 3768 é uma galáxia lenticular (S0) localizada na direcção da constelação de Leo. Possui uma declinação de +17° 50' 22" e uma ascensão recta de 11 horas, 37 minutos e 14,4 segundos.
A galáxia NGC 3768 foi descoberta em 14 de Março de 1784 por William Herschel.